# Abiszag

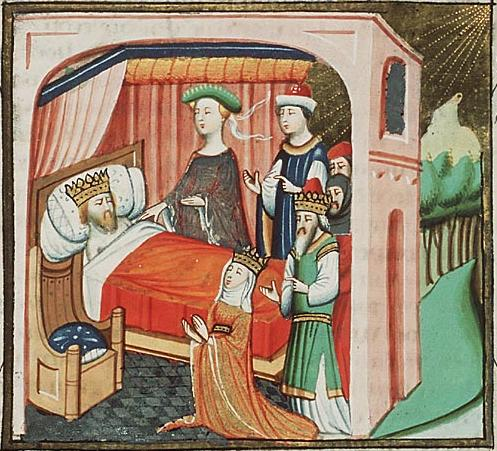
Abiszag przy łóżku Dawida

Abiszag (X w. p.n.e.) – piękna dziewczyna z Szunem, która opiekowała się Dawidem u schyłku jego lat. 

## Biogram
Pochodziła z Szunem w środkowej Palestynie. Pielęgnowała Dawida, grzejąc go swoim ciałem. Według relacji 1 Księgi Królewskiej Choć miała staranie o króla i obsługiwała go, król się do niej nie zbliżył. Abiszag uchodziła za należącą do haremu izraelskiego władcy.
Po śmierci Dawida o rękę Abiszag poprosił jego syn Adoniasz. Panujący wówczas Salomon uznał to za próbę zamachu na harem władcy, co równało się próbie zdobycia królewskiej korony. W efekcie kazał zamordować Adoniasza.
Dalsze losy Abiszag nie są znane.

## W tradycji, ikonografii i filmie
W tradycji żydowskiej utożsamiano ją z żyjącą ponad sto lat później Szunemitką, która zaprosiła w gościnę proroka Elizeusza.
Postać Abiszag występowała w średniowiecznym iluminatorstwie w cyklach poświęconych Dawidowi - m.in.:
- w Biblii z Heisterbach (ok. 1240, Berlin),
- w Psałterzu królowej Izabeli (1303-1308, Monachium),
- w Biblii jasnogórskiej (XIV/XV w., Częstochowa),
- w Biblii Hutterów (1415, Kraków).

W niektórych filmach biblijnych pojawia się postać Abiszag - wcielały się w nią:
- Marisa Pavan w filmie Salomon i królowa Saby (1959),
- Maria Grazia Cucinotta w filmie Salomon w reżyserii Rogera Younga (1997).